# 吴成周
吴成周（?—?），浙江省處州府縉雲縣人，清朝地方官员。同进士出身。
吴成周为光緒三年（1877年）丁丑科进士。光绪十六年（1890年）接替葛培义任华亭县知县一职，1893年由王用和接任。